# Morba
Morba is een bestuurslaag in het regentschap Alor van de provincie Oost-Nusa Tenggara, Indonesië. Morba telt 1060 inwoners (volkstelling 2010).